# Сенченкова, Лия Григорьевна
Лия Григорьевна Сенченкова (7 января 1927, Ярцево, Смоленская губерния — 23 марта 2003, Бронницы) — передовик советского народного просвещения, учительница Сафоновской школы-интерната Сафоновского района Смоленской области, Герой Социалистического Труда (1968).

## Биография
Родилась в 1927 году в Ярцево Смоленской области в русской семье служащего.
В 1947 году завершила обучение в Духовщинском педагогическом училище. С 1947 по 1949 годы работала учительницей, заведующей Старосельской начальной школы в Ярцевском районе. С 1949 по 1952 годы трудилась заведующей Выдринской начальной сельской школы. С 1952 по 1952 годы работала в Барановской неполной средней школе. С 1953 по 1960 годы учительница Сафоновской средней школы № 4. С 1960 года работала учительницей-воспитательницей Сафоновской школы-интерната.
Указом Президиума Верховного Совета СССР от 1 июля 1968 года за большие заслуги в деле обучения и воспитания Лии Григорьевне Сенченковой было присвоено звание Героя Социалистического Труда с вручением ордена Ленина и медали «Серп и Молот».
Продолжала работать в Сафоновской школе-интернате. Была заместителем директора по воспитательной работе. Была делегирована на XXV съезд КПСС. Проживала в городе Сафоново.
Последние годы своей жизни проживала в городе Бронницы Московской области. Умерла 23 марта 2003 года.

## Награды
За трудовые успехи была удостоена:
- золотая звезда «Серп и Молот» (01.07.1968)
- орден Ленина (01.07.1968)
- Отличник народного просвещения РСФСР
- другие медали.